# Истинска кръв
„Истинска кръв“ (на английски: True Blood) е американски сериал по идея на Алън Бол.
Базиран е на романите за Суки Стакхаус на Шарлейн Харис, разказващи за съжителството между вампири и хора в Бон Тамп, фиктивно малко градче в щата Луизиана. Сериалът се концентрира върху Суки Стакхаус (Ана Пакуин), владееща телепатия сервитьорка, която се влюбва във вампира Бил Комптън (Стивън Мойър). На 15 юли 2013 г. HBO обявява, че сериалът е подновен за седми и последен сезон, който ще се излъчи през лятото на 2014 г. Последният епизод е излъчен на 24 август 2014 г.

## „Истинска кръв“ в България
В България сериалът започва на 6 февруари 2009 г. по HBO, всеки петък след 23:00 със субтитри на български. Първи сезон завършва на 24 април. Втори сезон започва на 13 ноември 2009 г., всеки петък след 23:00 и приключва на 29 януари 2010 г. Трети сезон започва на 19 ноември, всеки петък след 23:10 и завършва на 4 февруари 2011 г. На 7 октомври започва четвърти сезон, всеки петък от 22:00. На 14 септември 2012 г. започва пети сезон, всеки петък от 23:00. На 15 ноември 2013 г. започва шести сезон с два епизода от 00:00, с разписание всеки петък след полунощ по два епизода (с някои изключения).
На 4 февруари 2010 г. започва излъчване по Fox Life, всеки четвъртък от 21:55 с дублаж на български. Първи сезон завършва на 22 април. Втори сезон е излъчен в началото на 2011 г. На 28 ноември започва трети сезон, всеки понеделник от 21:55 и приключва на 13 февруари 2012 г. Дублажът е на студио Доли. Ролите се озвучават от артистите Таня Димитрова, Татяна Захова, Илиян Пенев, Росен Плосков и Васил Бинев.
На 8 април 2011 г. започва и по TV7, всеки петък от 22:15 с дублажа на студио Доли. Първи сезон завършва на 1 юли. На 6 януари 2012 г. започва втори сезон, всеки петък от 22:45. Четвърти сезон започва на 21 август 2014 г. от вторник до събота от 01:55.
На 17 октомври 2012 г. започва четвърти сезон по Fox, всяка сряда от 22:00 и завършва на 2 януари 2013 г. На 20 май 2014 г. започва пети сезон, първите два епизода за излъчени във вторник от 23:40. От 7 юни 2014 г. сезонът продължава всяка събота от 00:00 часа по два епизода и завършва на 12 юли.